# David Beckham
David Robert Joseph Beckham OBE (Leytonstone, 2 de maio de 1975) é um empresário e ex-futebolista inglês que atuava como meio-campista. Atualmente é proprietário do Inter Miami, dos Estados Unidos, e do Salford City, da Inglaterra.
Caracterizava-se pela precisão de seus passes e chutes de longa distância, sendo especialista em cobranças de faltas e pênaltis, tendo marcado grande parte de seus gols destas formas (65 de seus gols foram de falta). Viveu um dos seus melhores anos como profissional em 1999, quando conquistou com o Manchester United quatro títulos (Premier League, Copa da Inglaterra, Liga dos Campeões da UEFA e Copa Europeia/Sul-Americana), tendo participação decisiva. No final deste ano, ficou em segundo no prêmio Ballon d'Or, entregue pela revista francesa France Football, e na eleição da FIFA, o segundo melhor do mundo (onde também ficou em segundo em 2001). Porém, conquistou o prêmio de jogador europeu do ano, concedido pela UEFA (sendo o primeiro europeu a conquistar o prêmio).
Sempre disputando os principais torneios de futebol, Beckham foi o primeiro jogador britânico a disputar mais de 100 partidas pelo principal torneio europeu, a Liga dos Campeões da UEFA. Também é um dos poucos a conseguir tal feito com a camisa da Seleção Inglesa, sendo atualmente, o jogador de linha com mais partidas disputadas pela Inglaterra, sendo superado apenas pelo ex-goleiro Peter Shilton.
É o único jogador inglês a ser campeão nacional em quatro países diferentes. Foi campeão inglês no Manchester United, campeão espanhol no Real Madrid, campeão americano no Los Angeles Galaxy e, por último, campeão francês no Paris Saint-Germain, clube na qual anunciou sua aposentadoria ao final da temporada 2012–13.
Como seu avô materno era judeu, Beckham referiu a si mesmo como "meio judeu" e disse em sua autobiografia: "Eu provavelmente tive mais contato com o judaísmo do que com qualquer outra religião".

## Carreira como jogador

### Manchester United
Descoberto por Sir Bobby Charlton quando tinha 12 anos, Beckham foi revelado nas categorias de base do Manchester United. O meia foi promovido à equipe principal em 1993 e ficou nos Diabos Vermelhos até 2003 (em 1995, esteve por empréstimo no Preston North End).
Alcançou o auge de sua carreira no time de Manchester, tendo atuações memoráveis e impecáveis conquistando títulos importantes na história do clube, como a Liga dos Campeões da UEFA de 1998–99. Além da Liga dos Campeões, conquistou seis vezes a Premier League (1995–96, 1996–97, 1998–99, 1999–00, 2000–01 e 2002–03), a Copa Europeia/Sul-Americana de 1999 (vencendo o Palmeiras na final) e outros títulos importantes de âmbito nacional.
Em abril de 2002, depois de ter o pé direito quebrado numa dividida com o argentino Aldo Duscher, do Deportivo La Coruña, em jogo válido pela Liga dos Campeões da UEFA, Beckham ficou ameaçado de não representar a Seleção Inglesa na Copa do Mundo. No entanto, passou por um tratamento intensivo durante dois meses e conseguiu disputar o torneio.
Menos de um ano depois, em fevereiro de 2003, Beckham envolveu-se numa polêmica com o treinador Alex Ferguson. Após uma derrota para o Arsenal na Copa da Inglaterra, Ferguson atirou uma chuteira e acertou o jogador na sobrancelha, causando um corte que fez Beckham precisar levar pontos no local. O meia deixou o United no final da temporada, com 86 gols marcados e 145 assistências distribuídas no total. Anos depois, durante uma entrevista a BBC, afirmou ter se arrependido da decisão.
| “ | Eu adoraria ter ficado no Manchester United por toda a minha carreira e nunca ter saído. Mas as coisas aconteceram de forma diferente. | ” |

### Real Madrid

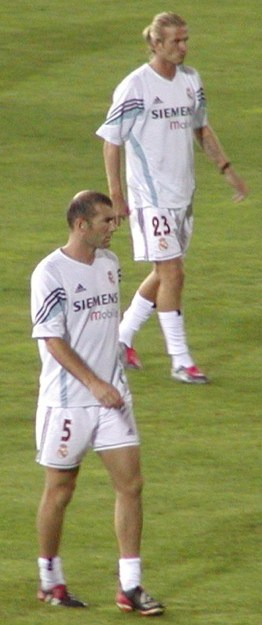
Beckham e Zinédine Zidane treinando no Real Madrid

À medida que a janela de transferências do verão de 2003 se aproximava, o Manchester United parecia interessado em vender Beckham para o Barcelona e os dois clubes até anunciaram que chegaram a um acordo para a transferência do jogador. No entanto, Beckham se juntou ao então campeão espanhol Real Madrid por 37 milhões de euros, e assinou contrato por quatro temporadas. O meio-campista foi o último reforço "Galáctico" — estrelas globais contratadas pelo presidente Florentino Pérez. A notícia foi um golpe amargo para o recém-eleito presidente do Barcelona, Joan Laporta, que baseou grande parte de sua campanha presidencial na contratação de Beckham.
A transferência para o Real Madrid foi anunciada em meados de junho e formalmente concluída em 1 de julho de 2003, tornando Beckham o terceiro inglês a atuar pelo clube, após Laurie Cunningham e Steve McManaman. Depois de realizar os exames médicos no dia 2 de julho, o astro foi apresentado na frente de 500 jornalistas credenciados de 25 países nas instalações de basquete do clube, onde recebeu a camisa branca do ex-jogador e ídolo do Real Madrid Alfredo Di Stéfano. Embora o meio-campista usasse a camisa número 7 pelo Manchester United e pela Inglaterra, no Real ela já pertencia ao capitão Raúl. Assim, Beckham escolheu a camisa número 23, citando sua admiração pelo jogador de basquete Michael Jordan, que usava o mesmo número.
Apesar de ter feito parte dos "Galácticos" ao lado de outros jogadores que, na época, estavam entre os melhores do mundo, como Ronaldo, Zinédine Zidane, Roberto Carlos e Luís Figo, Beckham não obteve o mesmo sucesso que conseguiu no Manchester United. Muitos são os que dizem que após a saída dos Diabos Vermelhos, o meio-campista nunca mais veio a exibir o mesmo futebol vistoso que exibia no United, o que pode ser considerado fato se forem levadas em consideração as suas estatísticas pelos merengues. Em 159 partidas pelo clube madrilenho, Beckham marcou apenas 20 gols, média muito abaixo do United. No Real Madrid, destacou-se mais com suas assistências do que com seus gols de falta e de longa distância.

### Los Angeles Galaxy

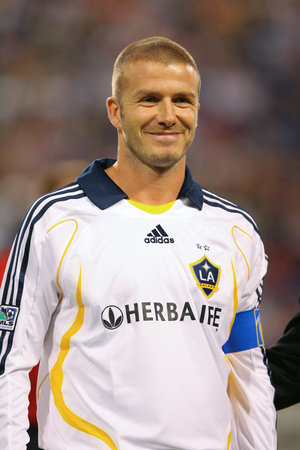
David Beckham em 2007

No dia 11 de janeiro de 2007, acertou sua transferência para o Los Angeles Galaxy, da Major League Soccer. Beckham chegou ao Galaxy no dia 13 de julho, após conquistar a La Liga, com uma grande recepção por parte dos torcedores, dirigentes e da mídia local. O meia recebeu a camisa 23, número pelo qual tem grande simpatia e que já havia utilizado no Real Madrid. Sua estreia oficial foi no dia 21 de julho, em um amistoso contra o Chelsea, na qual o Galaxy perdeu por 1–0.
Em 15 de agosto, contra o rival D.C. United, Beckham marcou seu primeiro gol pelo Galaxy, dando ainda uma assistência para o segundo na vitória por 2–0, em jogo válido pela SuperLiga Norte-Americana. O resultado fez com que sua equipe disputasse, no dia 29 de agosto, a primeira final da primeira Superliga. Porém, em uma dividida contra um adversário, o meia lesionou-se, saiu antes do intervalo e viu sua equipe perder o título pelo placar de 4–3 na disputa por pênaltis, após um empate no tempo normal em 1–1.

#### Primeiro empréstimo ao Milan

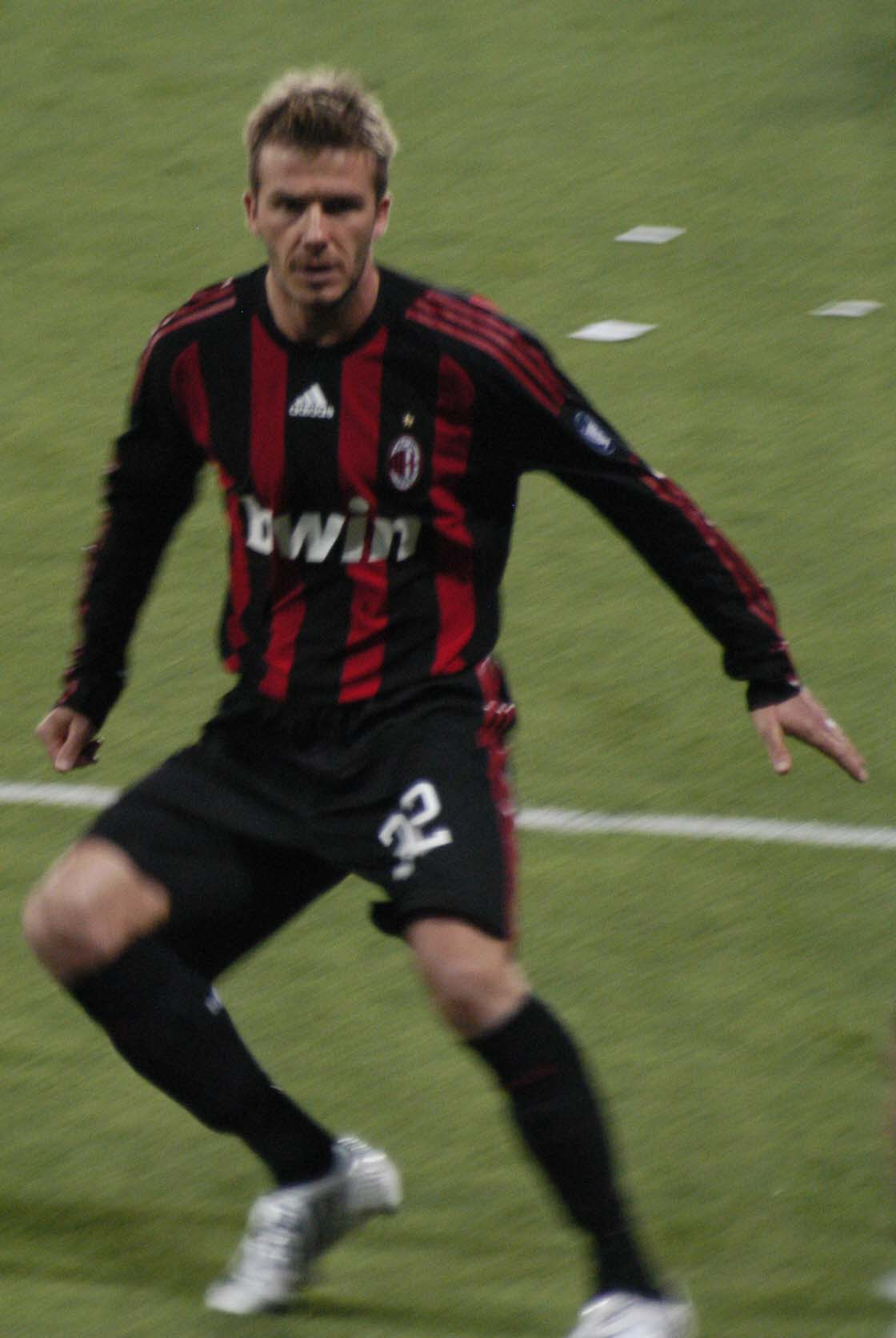
Beckham atuando pelo Milan em 2009

No dia 30 de outubro de 2008, Beckham assinou um contrato por empréstimo com o Milan, da Itália, inicialmente com duração de quatro meses, com início em janeiro de 2009.
Beckham fez sua estreia oficial pelo Milan no dia 11 de janeiro de 2009, e jogou 89 minutos do empate em 2–2 contra a Roma, pela Serie A. O jogador marcou seu primeiro gol pelo clube milanista no dia 25 de janeiro, o terceiro da vitória por 4–1 sobre o Bologna.
Após bom desempenho no Milan, o time de Milão conseguiu prorrogar seu empréstimo até o fim da temporada europeia, em junho.
No dia 28 de março de 2009, após atuar na goleada de 4–0 contra a Eslováquia, Beckham se tornou o jogador de linha que mais vezes entrou em campo com a camisa da Inglaterra: 109 partidas. O antigo recorde pertencia a Bobby Moore. No total, o meia disputou 115 jogos pelo English Team.

#### Retorno
Após sua volta ao Los Angeles Galaxy, disputou sua primeira partida no dia 16 de julho, tendo uma atuação discreta na vitória sobre o New York Red Bulls por 8–1, se limitando a cobranças de escanteio. Após terminar em primeiro na conferência oeste, chegou a final da MLS contra o Real Salt Lake, mas acabou perdendo o título nos pênaltis.

#### Segundo empréstimo
Logo após o término da temporada nos Estados Unidos, retornou ao Milan, novamente por empréstimo, em janeiro de 2010.
No dia 3 de janeiro, durante sua coletiva de imprensa de apresentação, perguntado sobre o sorteio das oitavas de finais da Liga dos Campeões da UEFA, que apontou um confronto entre Milan e Manchester United, clube que o revelou, Beckham declarou que se arrependeu de ter saído do clube inglês, principalmente pelo fato de que desde que deixou os Diabos Vermelhos, só conquistou títulos no Real Madrid.
Beckham fez sua reestreia pela equipe rossonera em 6 de janeiro, tendo boa atuação na goleada de 5–2 sobre o Genoa. Após uma nova lesão, ficou fora da Copa do Mundo FIFA de 2010. O meia machucou-se sozinho no domingo de 14 de março, na vitória do Milan por 1–0 sobre o Chievo Verona, em jogo válido pela Serie A. Conforme informado pelo então treinador do Milan, Leonardo, Beckham rompeu o tendão de Aquiles. Em sua passagem pelo clube rossonero, Beckham novamente fez parte de um time recheado de estrelas; no entanto, esses grandes jogadores não estavam mais em seus auges e não conseguiram conquistar títulos para o rubro-negro de Milão. Faziam parte da equipe, além de Beckham, jogadores como Kaká, Ronaldinho Gaúcho, Andriy Shevchenko, Clarence Seedorf, Andrea Pirlo, Paolo Maldini, Alessandro Nesta, Gennaro Gattuso e Filippo Inzaghi.

#### Segundo retorno

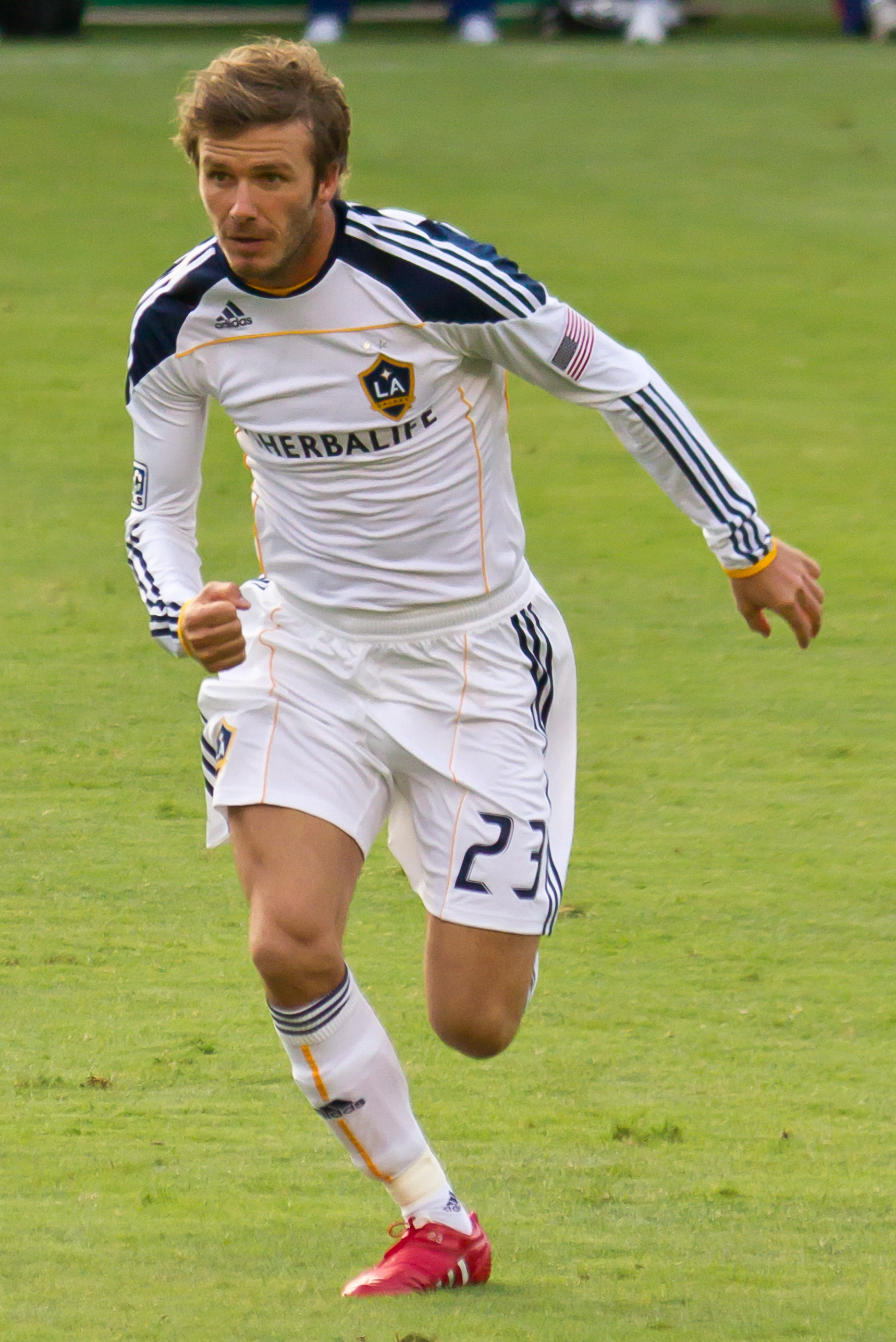
Beckham atuando pelo Los Angeles Galaxy em 2010

Após o retorno de seu segundo empréstimo ao Milan, conquistou seu primeiro título no Los Angeles Galaxy, a MLS Western Conference, a disputa entre as equipes da Conferência Oeste, em 2009 e 2010. Posteriormente, conquistou também a MLS Supporters' Shield, também em 2010 sendo bicampeão em 2011. Nesse mesmo ano conquistou o mais importante título do futebol estadunidense, a MLS Cup.
Com a parada da Major League Soccer, surgiram as especulações de que David estaria deixando o Los Angeles Galaxy; a principal proposta foi do novo rico francês PSG, que chegou muito perto de contratá-lo, porém as negociações foram encerradas após a proposta ser rejeitada.
No dia 18 de janeiro de 2012, Beckham anunciou a renovação de seu contrato com o Los Angeles Galaxy por mais dois anos. Porém, no dia 20 de novembro, o astro inglês anunciou que deixaria o Galaxy. Sua última partida pelo clube norte-americano foi disputada no dia 1 de dezembro, contra o Houston Dynamo, valendo o título da MLS.

### Paris Saint-Germain
Sem clube desde que deixara o Los Angeles Galaxy, sendo especulado inclusive no Flamengo, Beckham assinou com o Paris Saint-Germain no dia 31 de janeiro de 2013. O jogador vinha se mantendo em forma treinando no Arsenal, mas foi seduzido pelos franceses, que, com cerca de 200 milhões de euros em investimentos, vinham montando uma poderosa equipe.
Estreou no dia 24 de fevereiro, numa vitória de 2–0 contra o Olympique de Marseille. O meia começou no banco de reservas e entrou aos 30 minutos do segundo tempo, no lugar de Javier Pastore. Beckham teve uma atuação discreta, mas iniciou a jogada do segundo gol, marcado por Zlatan Ibrahimović.
No dia 12 de maio, logo em sua primeira temporada no clube de Paris, sagrou-se campeão da Ligue 1 (Campeonato Francês) depois de uma vitória de 1–0 contra o Lyon. Com o título conquistado, o clube encerrou uma seca de títulos de 19 anos sem ser campeão nacional.

### Aposentadoria
Aos 38 anos, David Beckham anunciou o fim de sua carreira futebolística no dia 16 de maio de 2013, após uma única temporada pelo Paris Saint Germain.
| “                                      | Sou grato ao PSG por me dar a oportunidade de continuar, mas sinto que esta é a hora certa para encerrar minha carreira, jogando em alto nível. Se você me dissesse quando eu era jovem que jogaria e ganharia troféus por meu time de infância, o Manchester United, orgulhosamente capitanearia e jogaria pela minha seleção mais de 100 vezes e vestiria a camisa dos maiores clubes do mundo, eu diria que você estaria contando uma fantasia. Sou sortudo de ter realizado esses sonhos. Nada vai substituir totalmente jogar o jogo que amo. Entretanto, sinto que estou começando uma nova aventura, verdadeiramente animado com o que está por vir. Sou sortudo de receber tantas oportunidades ao longo da minha carreira, e agora sinto que é minha hora de devolver. | ” |
| — Beckham anunciando sua aposentadoria | |   |

## Seleção Britânica
Em 2011, Beckham disse publicamente que "amaria jogar" pela Seleção Britânica que iria disputar os Jogos Olímpicos de 2012, já que nas Olimpíadas não havia divisões de países do Reino Unido. Os jogos foram realizados em seu país natal, na capital Londres. No dia 17 de janeiro de 2012, foi pré-convocado para a Seleção Britânica. Porém, acabou por ser preterido pelo treinador Stuart Pearce, que preferiu ocupar as três vagas permitidas para veteranos com Micah Richards, Craig Bellamy e Ryan Giggs. Beckham não escondeu sua decepção:
| “ | Eu deixei claro que fiquei desapontado e as pessoas em minha volta sabem como foi duro não estar lá. Mas sempre fui um fã dos Jogos Olímpicos e sempre disse que se não fosse convocado, estaria aqui como um torcedor, que assistiria aos atletas, e aqui estou. | ” |
| — David Beckham, sobre sua não convocação para a Seleção Britânica de Futebol para a disputa do Torneio Olímpico de Futebol de 2012 | |   |

Após não ter sido convocado para as Olimpíadas de Londres, o meia não descartou sua participação nos Jogos Olímpicos de Verão de 2016, que viriam a ser realizados no Rio de Janeiro.

## Carreira como dirigente
Em fevereiro de 2014, Beckham anunciou que compraria um time na Major League Soccer, que seria sediado em Miami e, só estava a procura de um elenco e do estádio que começaria a jogar em 2021. Ser proprietário de um time de futebol era um sonho antigo do ex-jogador.
Em janeiro de 2018 finalizou a compra do International Miami Football Club, conhecido como Inter Miami. Suas cores são cinza e rosa, sendo a última a cor do mascote da equipe, que é um flamingo.

## Vida pessoal

### Disciplina
Alex Ferguson, seu ex-treinador no Manchester United, disse que Beckham "detém uma disciplina de modo que os outros jogadores não se preocupam". Ele manteve a sua rotina de treinos no Real Madrid e, mesmo quando a sua relação com a diretoria não era das melhores, no início de 2007, o presidente do Real Madrid, Ramón Calderón, e o seu treinador, Fabio Capello, elogiaram Beckham pelo seu profissionalismo e compromisso com a equipe, apesar do momento ruim dentro do clube. Nesta época, Beckham teve uma aumento financeiro muito grande, pois o tamanho gigante de patrocínios traziam muito dinheiro para ele. Tem seu patrimônio avaliado em cerca de 800 milhões de dólares, sendo o principal garoto propaganda das marcas Adidas e Pepsi.
Apesar de sua disciplina ao longo da carreira, Beckham esteve marcado por um momento negativo: um cartão vermelho recebido durante a Copa do Mundo FIFA de 1998, num jogo contra a Argentina. Após uma falta cometida por Diego Simeone, Beckham partiu para cima do argentino e o agrediu com um chute na perna.

### Casamento

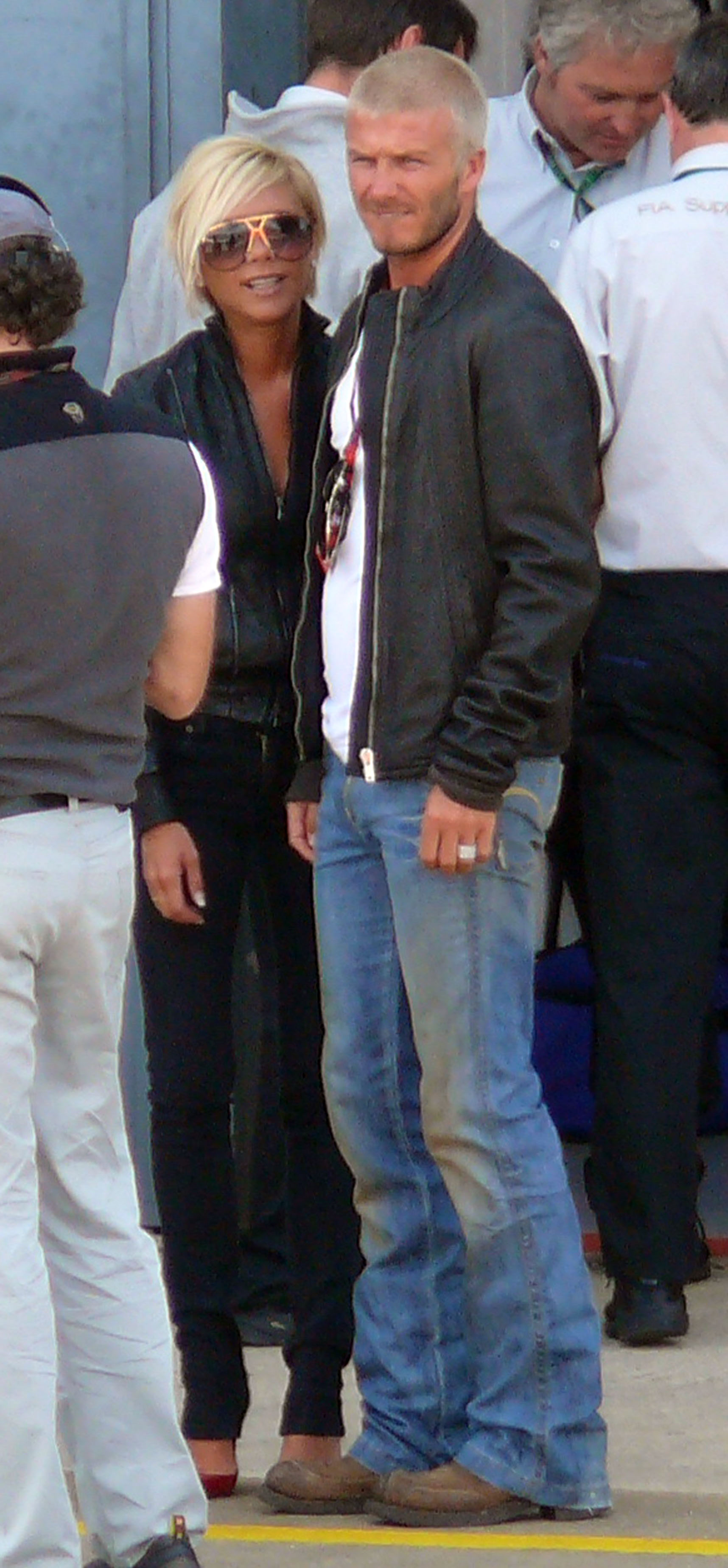
Beckham ao lado da esposa, Victoria

Beckham casou-se com a ex-Spice Girl Victoria Beckham no dia 4 de julho de 1999, no Luttrellstown Castle, na República da Irlanda. O casamento atraiu uma enorme cobertura da mídia, e o custo da cerimônia foi estimado em 500 mil libras.
Desde que se casaram, os dois atraem uma imensa atenção da mídia, principalmente desde que o casal passou residir nos Estados Unidos. Apesar disto, Beckham e Victoria não aparentam um grande incômodo por serem um alvo frequente dos paparazzi. Com Victoria, teve quatro filhos: Brooklyn, Romeo, Cruz e Harper. Harper é a mais nova integrante da família, nascida em julho de 2011.
Em abril de 2007, a família Beckham mudou-se a Beverly Hills, na Califórnia. A mansão custou cerca de 22 milhões de dólares. Entre os vizinhos, estavam o casal de atores Tom Cruise e Katie Holmes. David e Victoria venderam a mansão em outubro de 2018, por mais de 129 milhões de reais.

### Marketing e fama
Considerado uma das personalidades mais populares do esporte, em 2004 foi inserido pelo brasileiro Pelé na FIFA 100, uma lista com os 125 maiores jogadores vivos da história do futebol mundial. No mesmo ano, também foi incluído na lista da revista estadunidense Time Time 100. É também considerado o jogador mais pop star da história do futebol mundial.
Já em 2008, foi considerado pela também estadunidense Forbes a terceira personalidade mais influente do mundo.
Em 2010, foi descrito como o atleta que mais faturou na década com patrocinadores, ações e etc.
De acordo com a France Football, Beckham é um dos jogadores de futebol mais ricos do mundo, ganhando cerca de 37 milhões de euros por ano, somando salários e publicidade.

### Tatuagens
Beckham tem muitas tatuagens em seu corpo e uma delas contém o nome de sua esposa, Victoria, escrito em hindi. Segundo Beckham, seria "cafona" escrevê-lo em inglês. Também possui outras tatuagens escritas em hebraico. Beckham chegou a ser ridicularizado pela imprensa estadunidense devido à seu cada vez maior número de tatuagens e suas localizações. O fato é que, desde que foi morar nos Estados Unidos, o número de tatuagens feitas pelo inglês aumentou bastante.
Ele frequentemente usava camisas de mangas compridas nas suas partidas, para cobrir as suas tatuagens e evitar assim que alguém se sentisse desconfortável devido às suas crenças.

## Estatísticas
Atualizadas até 18 de julho de 2019

### Clubes
| Equipe              | Temporada         | Campeonato nacional | Campeonato nacional | Copa nacional[a] | Copa nacional[a] | Copa da Liga[b] | Copa da Liga[b] | Competições continentais[c] | Competições continentais[c] | Outros[d] | Outros[d] | Total | Total |
| Equipe              | Temporada         | Jogos               | Gols                | Jogos            | Gols             | Jogos           | Gols            | Jogos                       | Gols                        | Jogos     | Gols      | Jogos | Gols  |
| ------------------- | ----------------- | ------------------- | ------------------- | ---------------- | ---------------- | --------------- | --------------- | --------------------------- | --------------------------- | --------- | --------- | ----- | ----- |
| Manchester United   | 1992–93           | 0                   | 0                   | 0                | 0                | 1               | 0               | 0                           | 0                           | 0         | 0         | 1     | 0     |
| Manchester United   | Total             | 0                   | 0                   | 0                | 0                | 1               | 0               | 0                           | 0                           | 0         | 0         | 1     | 0     |
| Preston North End   | 1994–95           | 5                   | 2                   | 0                | 0                | 0               | 0               | —                           | —                           | 0         | 0         | 5     | 2     |
| Preston North End   | Total             | 5                   | 2                   | 0                | 0                | 0               | 0               | —                           | —                           | 0         | 0         | 5     | 2     |
| Manchester United   |                   |                     |                     |                  |                  |                 |                 |                             |                             |           |           |       |       |
| 1994–95             | 4                 | 0                   | 2                   | 0                | 3                | 0               | 1               | 1                           | 0                           | 0         | 10        | 1     |       |
| 1995–96             | 33                | 7                   | 3                   | 1                | 2                | 0               | 2               | 0                           | 0                           | 0         | 40        | 8     |       |
| 1996–97             | 36                | 18                  | 2                   | 1                | 0                | 0               | 10              | 2                           | 1                           | 1         | 49        | 22    |       |
| 1997–98             | 37                | 19                  | 4                   | 2                | 0                | 0               | 8               | 0                           | 1                           | 0         | 50        | 21    |       |
| 1998–99             | 34                | 8                   | 7                   | 1                | 1                | 0               | 12              | 2                           | 1                           | 0         | 55        | 11    |       |
| 1999–00             | 31                | 6                   | —                   | —                | 0                | 0               | 12              | 2                           | 5                           | 0         | 48        | 8     |       |
| 2000–01             | 31                | 9                   | 2                   | 0                | 0                | 0               | 12              | 0                           | 1                           | 0         | 46        | 9     |       |
| 2001–02             | 28                | 11                  | 1                   | 0                | 0                | 0               | 13              | 5                           | 1                           | 0         | 43        | 16    |       |
| 2002–03             | 31                | 7                   | 3                   | 1                | 5                | 1               | 13              | 3                           | 0                           | 0         | 52        | 12    |       |
| Total               | 265               | 85                  | 24                  | 6                | 11               | 1               | 83              | 15                          | 10                          | 1         | 393       | 108   |       |
| Real Madrid         | 2003–04           | 32                  | 3                   | 4                | 2                | —               | —               | 7                           | 1                           | 2         | 1         | 45    | 7     |
| Real Madrid         | 2004–05           | 30                  | 4                   | 0                | 0                | —               | —               | 8                           | 0                           | 0         | 0         | 38    | 4     |
| Real Madrid         | 2005–06           | 31                  | 3                   | 3                | 1                | —               | —               | 7                           | 1                           | 0         | 0         | 41    | 5     |
| Real Madrid         | 2006–07           | 23                  | 3                   | 2                | 1                | —               | —               | 6                           | 0                           | 0         | 0         | 31    | 4     |
| Real Madrid         | Total             | 116                 | 13                  | 9                | 4                | —               | —               | 28                          | 2                           | 2         | 1         | 155   | 20    |
| Los Angeles Galaxy  | 2007              | 5                   | 0                   | 0                | 0                | —               | —               | 2                           | 1                           | 0         | 0         | 7     | 1     |
| Los Angeles Galaxy  | 2008              | 25                  | 5                   | 0                | 0                | —               | —               | —                           | —                           | 0         | 0         | 25    | 5     |
| Los Angeles Galaxy  | 2009              | 11                  | 2                   | 0                | 0                | —               | —               | —                           | —                           | 4         | 0         | 15    | 2     |
| Los Angeles Galaxy  | 2010              | 7                   | 2                   | 0                | 0                | —               | —               | —                           | —                           | 3         | 0         | 10    | 2     |
| Los Angeles Galaxy  | 2011              | 26                  | 2                   | 0                | 0                | —               | —               | —                           | —                           | 4         | 0         | 30    | 2     |
| Los Angeles Galaxy  | 2012              | 24                  | 7                   | 0                | 0                | —               | —               | 1                           | 1                           | 6         | 0         | 31    | 8     |
| Los Angeles Galaxy  | Total             | 98                  | 18                  | 0                | 0                | —               | —               | 1                           | 1                           | 19        | 1         | 118   | 20    |
| Milan               | 2008–09           | 18                  | 2                   | —                | —                | —               | —               | 2                           | 0                           | 0         | 0         | 20    | 2     |
| Milan               | 2009–10           | 11                  | 0                   | 0                | 0                | —               | —               | 2                           | 0                           | 0         | 0         | 13    | 0     |
| Milan               | Total             | 29                  | 2                   | 0                | 0                | —               | —               | 4                           | 0                           | 0         | 0         | 33    | 2     |
| Paris Saint-Germain | 2012–13           | 10                  | 0                   | 2                | 0                | —               | —               | 2                           | 0                           | 0         | 0         | 14    | 0     |
| Paris Saint-Germain | Total             | 10                  | 0                   | 2                | 0                | 0               | 0               | 2                           | 0                           | 0         | 0         | 14    | 0     |
| Total na carreira   | Total na carreira | 523                 | 120                 | 35               | 10               | 12              | 1               | 118                         | 18                          | 31        | 3         | 719   | 152   |

- a. ^ Jogos da Copa da Inglaterra, Copa do Rei e U.S. Open Cup
- b. ^ Jogos da League Cup, atualmente conhecida como Copa da Liga Inglesa
- c. ^ Jogos da Liga dos Campeões da UEFA, Liga Europa da UEFA e SuperLiga Norte-Americana
- d. ^ Jogos da Supercopa da Inglaterra, Supercopa da UEFA, Copa Europeia/Sul-Americana, Mundial de Clubes da FIFA e Supercopa da Espanha

### Gols pela Seleção Inglesa

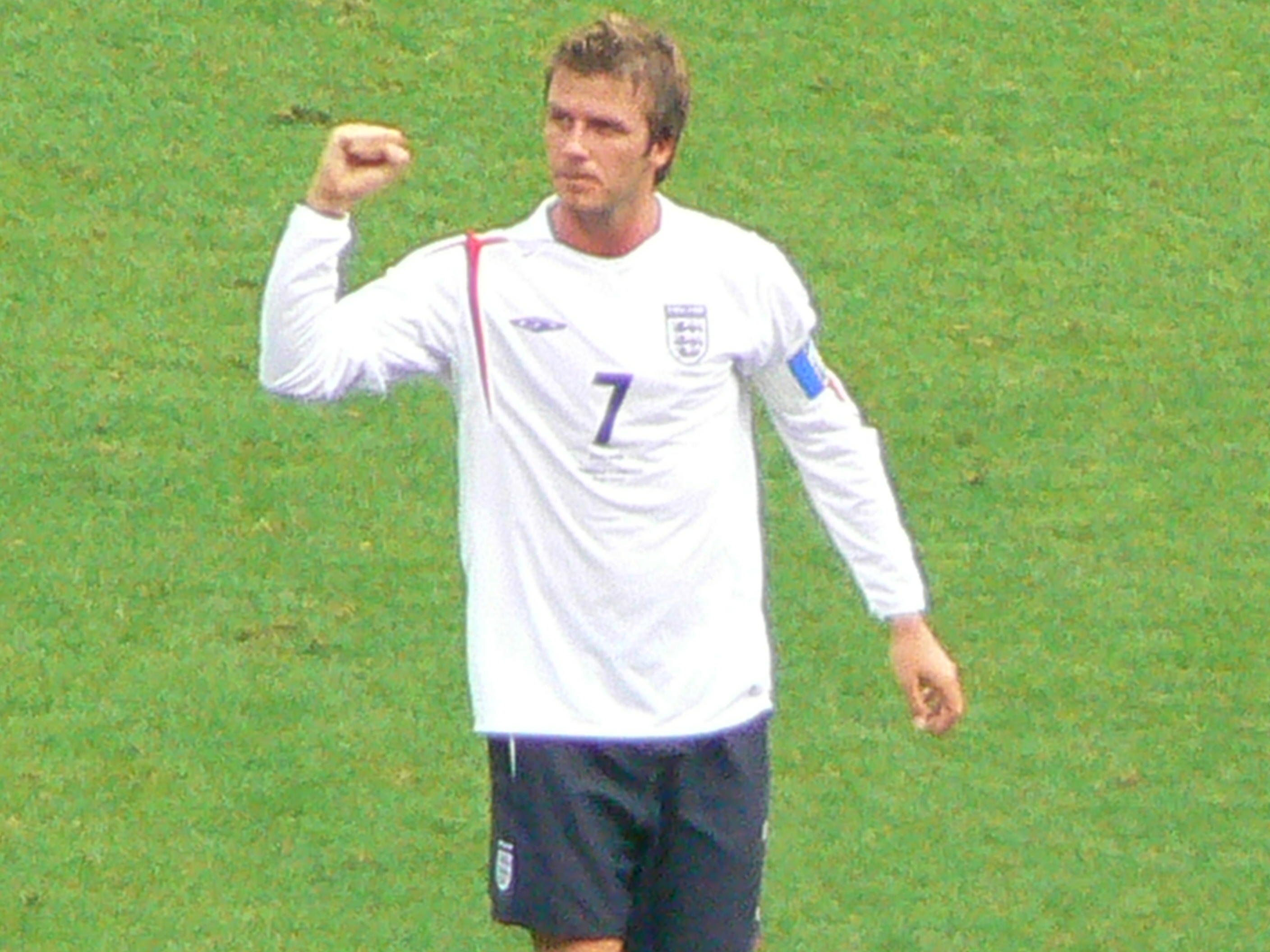
Beckham atuando pela Inglaterra. No ano de 2000, quando vivia o grande auge de sua carreira, tornou-se o capitão do English Team.

| #   | Data                   | Local                      | Adversário         | Placar | Resultado | Competição                  |
| --- | ---------------------- | -------------------------- | ------------------ | ------ | --------- | --------------------------- |
| 1.  | 26 de junho de 1998    | Lyon, França               | Colômbia           | 2–0    | 2–0       | Copa do Mundo FIFA de 1998  |
| 2.  | 24 de março de 2001    | Liverpool, Inglaterra      | Finlândia          | 2–1    | 2–1       | Elim. Copa do Mundo de 2002 |
| 3.  | 25 de maio de 2001     | Derby, Inglaterra          | México             | 3–0    | 4–0       | Amistoso                    |
| 4.  | 6 de junho de 2001     | Atenas, Grécia             | Grécia             | 0–2    | 0–2       | Elim. Copa do Mundo de 2002 |
| 5.  | 6 de outubro de 2001   | Manchester, Inglaterra     | Grécia             | 2–2    | 2–2       | Elim. Copa do Mundo de 2002 |
| 6.  | 10 de novembro de 2001 | Manchester, Inglaterra     | Suécia             | 1–0    | 1–1       | Amistoso                    |
| 7.  | 7 de junho de 2002     | Sapporo, Japão             | Argentina          | 1–0    | 1–0       | Copa do Mundo FIFA de 2002  |
| 8.  | 12 de outubro de 2002  | Bratislava, Eslováquia     | Eslováquia         | 1–1    | 1–2       | Elim. Euro 2004             |
| 9.  | 16 de outubro de 2002  | Southampton, Inglaterra    | Macedônia do Norte | 1–1    | 2–2       | Elim. Euro 2004             |
| 10. | 29 de março de 2003    | Vaduz, Liechtenstein       | Liechtenstein      | 0–2    | 0–2       | Elim. Euro 2004             |
| 11. | 2 de abril de 2003     | Sunderland, Inglaterra     | Turquia            | 2–0    | 2–0       | Elim. Euro 2004             |
| 12. | 20 de agosto de 2003   | Ipswich, Inglaterra        | Croácia            | 1–0    | 3–1       | Amistoso                    |
| 13. | 6 de setembro de 2003  | Skopje, Macedônia do Norte | Macedônia do Norte | 1–2    | 1–2       | Elim. Euro 2004             |
| 14. | 18 de agosto de 2004   | Newcastle, Inglaterra      | Ucrânia            | 1–0    | 3–0       | Amistoso                    |
| 15. | 9 de outubro de 2004   | Manchester, Inglaterra     | País de Gales      | 2–0    | 2–0       | Elim. Copa do Mundo de 2006 |
| 16. | 30 de março de 2005    | Newcastle, Inglaterra      | Azerbaijão         | 2–0    | 2–0       | Elim. Copa do Mundo de 2006 |
| 17. | 25 de junho de 2006    | Stuttgart, Alemanha        | Equador            | 1–0    | 1–0       | Copa do Mundo FIFA de 2006  |

## Títulos
Manchester United

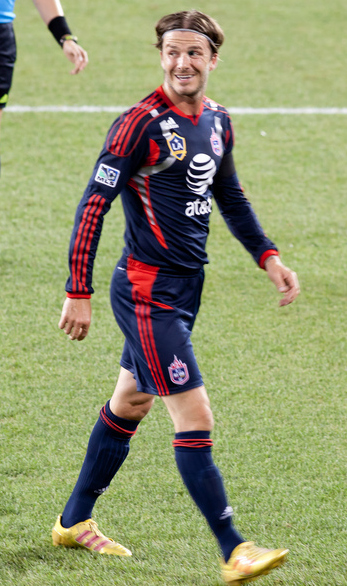
David Beckham em 2011, atuando numa partida da MLS All-Star

- Supercopa da Inglaterra: 1993, 1994, 1996 e 1997
- Premier League: 1995–96, 1996–97, 1998–99, 1999–00, 2000–01 e 2002–03
- Copa da Inglaterra: 1995–96 e 1998–99
- Liga dos Campeões da UEFA: 1998–99
- Copa Intercontinental: 1999

Real Madrid
- Supercopa da Espanha: 2003
- La Liga: 2006–07

Los Angeles Galaxy
- Conferência Oeste (MLS): 2009 e 2010
- Supporter's Shield: 2010 e 2011
- MLS Cup: 2011 e 2012

Paris Saint-Germain
- Ligue 1: 2012–13

### Prêmios individuais
- Jogador Jovem do Ano pela PFA: 1996–97
- Equipe do Ano da Premier League: 1996–97, 1997–98, 1998–99, 1999–00 e 2000–01
- Prêmio Sir Matt Busby: 1996–97[nota 1]
- Jogador do Ano da UEFA: 1998–99
- Melhor meio-campista da UEFA: 1998–99
- Equipe do Ano da UEFA: 1998–99, 2000–01 e 2002–03
- Seleção da Copa do Mundo FIFA: 1998
- Melhor Jogador do Mundo pela FIFA: 1999 e 2001 (2º lugar)
- Personalidade do Ano Pela BBC Sports: 2001
- FIFA 100: 2004[76]
- Jogador do Ano da Major League Soccer: 2008
- Equipe do Ano da Major League Soccer: 2008
- Hall da Fama do Futebol Inglês: 2008
- Lendas do Futebol (IFFHS)[77]

### Ordens e outros prêmios
- Ordem do Império Britânico: 2003[78]
- Embaixador do Fundo das Nações Unidas para a Infância da UNICEF: 2005
- The Celebrity 100 - Forbes: 2007
- Homens mais influentes do Reino Unido: 2007
- Prêmio pela contribuição ao futebol - Associação de Jornalistas de Futebol da Inglaterra: 2008[79]
- Time 100 - Time: 2008